# 1,1,1,2,3,3,3-Heptafluoropropane
Pour les articles homonymes, voir HFC.
Le 1,1,1,2,3,3,3-heptafluoropropane ou FM-200 (aussi connu sous les noms HFC-227ea, FE-227, RT-227) est un gaz inhibiteur de seconde génération destiné à empêcher la réaction de combustion. C'est un hydrofluorocarbure (HFC) de formule semi-développée CF3-CFH-CF3.
Contrairement à ses prédécesseurs (Halon 1301), il est moins nocif pour l'homme, mais a une durée de vie dans l'atmosphère non négligeable (de 31 à 42 ans) bien que très inférieure à beaucoup de ses concurrents. Dans la même famille, le FK-5-1-12 commercialement appelé Novec™ 1230 n'a pas ce défaut.

## Utilisation
Le FM200 est utilisé pour lutter contre l'incendie par un système d'extinction automatique dans de nombreux domaines :
- lieux où l'espace est trop limité pour accueillir des systèmes à gaz inertes,
- salles blanches informatiques.
- musées
- lieux où l'eau doit être évitée.

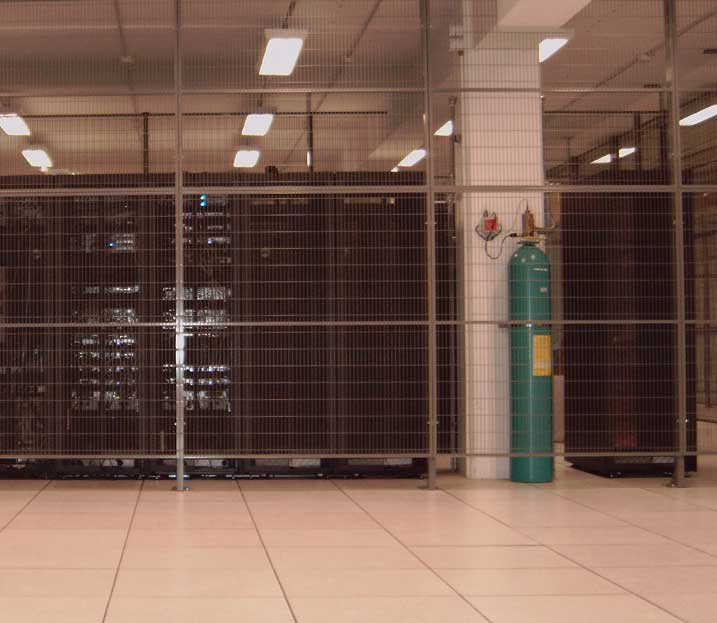
Bouteille d'extinction FM-200 dans un centre de calcul

En raison de son caractère non-inflammable, le FM-200 est également proposé par certaines sociétés, comme notamment ecorpStim, pour l'extraction du gaz de schiste comme une alternative au propane.